# 130 엘렉트라
130 일렉트라는 3개의 소행성 위성을 가진 소행성이다. 1873년 2월 17일 뉴욕 리치필드 천문대에서 천문학자 크리스찬 피터스가 발견했으며, 그리스 신화에 나오는 복수자 엘렉트라의 이름을 따서 명명되었다.
130 엘렉트라는 소행성 스펙트럼 유형이 G형 소행성이므로 1 세레스와 비슷한 표면을 가진 것으로 추측된다.

## 엄폐
130 일렉트라는 2007년부터 12개의 별 앞을 지나가는 것이 관찰되었으며, 특히 2018년 4월 21일에 5개 유럽 국가에 걸쳐 있는 30명 이상의 시민 천문학자들이 광도 11등급 별의 빛에 갑자기 떨어지는 것을 기록했다.

## 위성

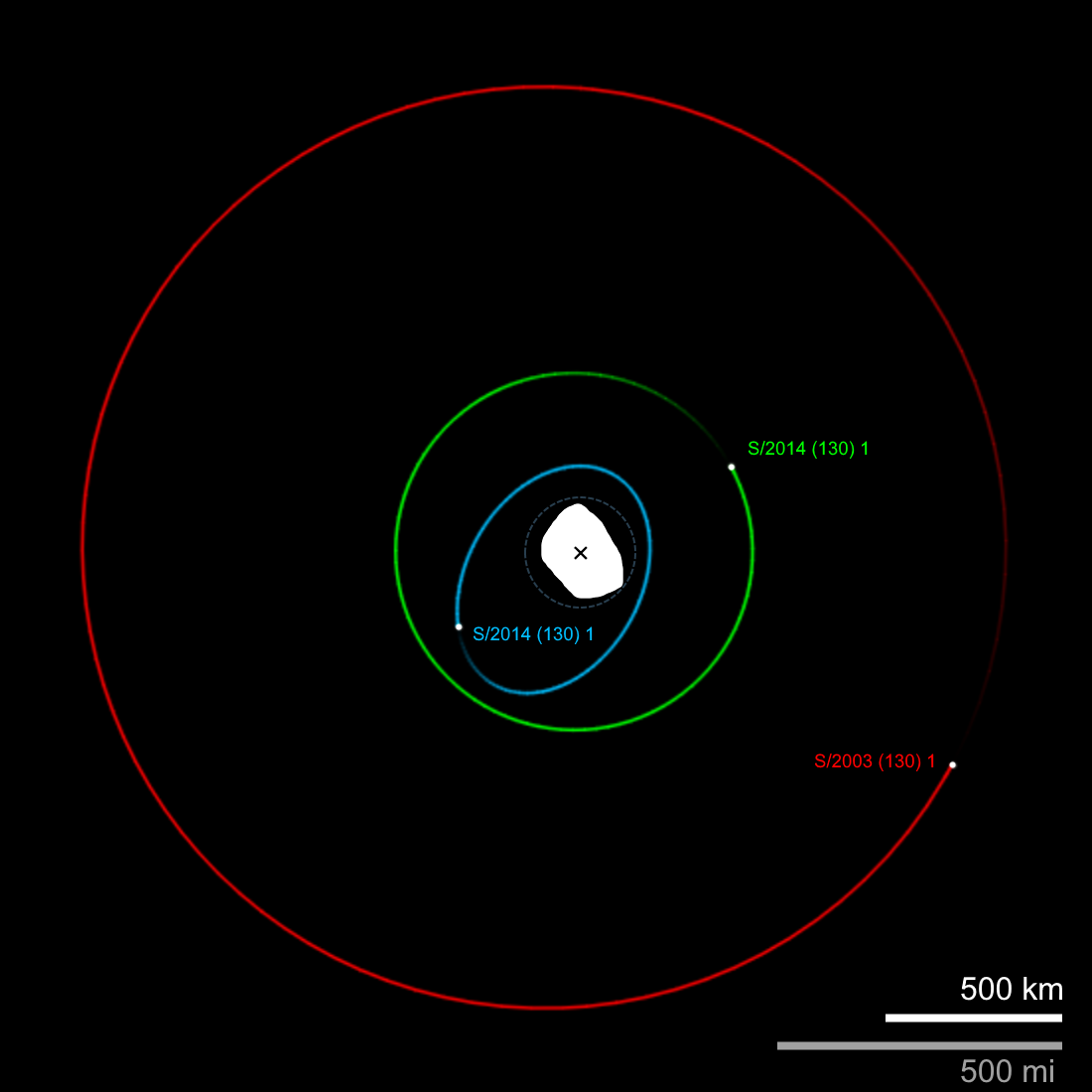
130 엘렉트라와 위성들

일렉트라에는 3개의 궤도를 도는 자연 위성이 있으며, 모두 이름이 없고 지름이 몇 킬로미터에 불과하다. 주요 천체인 일렉트라와 함께 4중 시스템을 구성한다. 유사한 스펙트럼을 감안할 때, 이 위성들은 파괴적인 충격으로 생성된 일렉트라의 조각으로 추측된다.  2025년 기준, 일렉트라는 모든 소행성대의 소행성 중 가장 많은 위성을 보유하고 있으며 태양계에서 알려진 유일한 4중 소행성 시스템이다.  세 위성은 모두 희미하고 일렉트라와 가깝게 궤도를 돌기 때문에 일렉트라의 밝은 눈부심 으로 인해 관찰하기 어렵다. 위성의 속성을 자세히 연구하려면 적응광학 시스템과 디지털 화상 처리 기술을 갖춘 큰 망원경이 필요하다. 

### S/2003 (130) 1
S/2003(130) 1은 가장 크고 바깥쪽에 있는 위성으로 지름이 약 6km(3.7마일)이며 2003년 8월 15일, 하와이 마우나케아 천문대의 W. M. 켁 천문데를 사용하여 WJ Merline이 이끄는 천문학자 팀에 의해 발견되었다.
S/2003(130) 1은 일렉트라에서 1,300km(810마일) 떨어진 곳을 5.3일의 주기로 공전한다. 궤도의 이심률은 0.08이고 천구적도에 대한 궤도 경사는 160°이다. 2014년 12월의 근적외선 관측 결과 S/2003(130) 1 과 S/2014(130) 1은 일렉트라와 유사한 스펙트럼을 표시하여 엘렉트라와의 파괴적인 충돌로 인한 파편이라는 가설을 뒷받침한다.

### S/2014 (130) 1

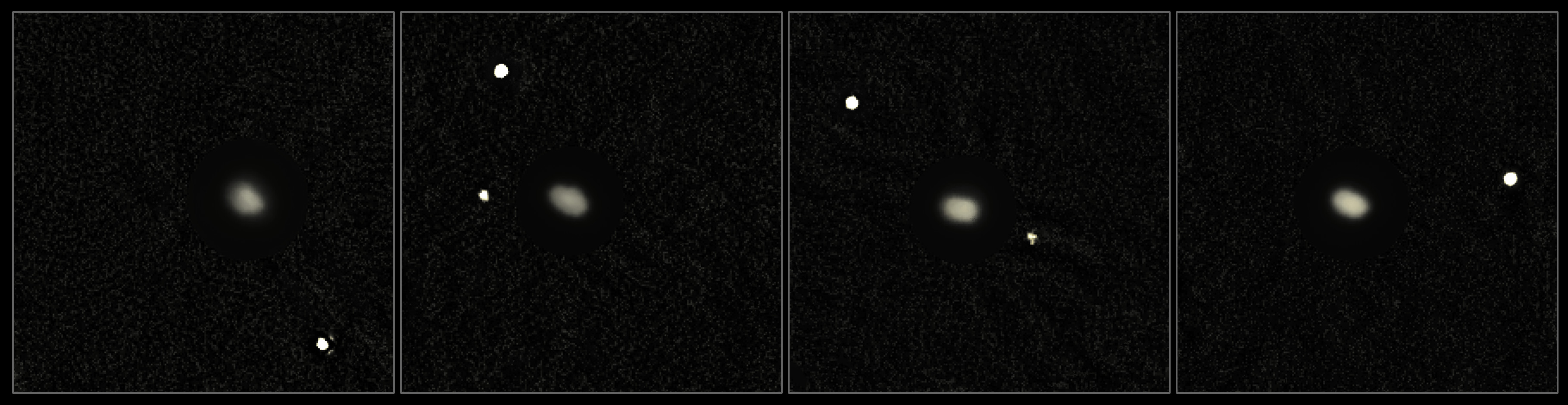
2014년 12월 6일부터 31일까지 엘렉트라의 분해된 모양(밝기 약화)과 두 위성의 위치를 보여주는 적외선 VLT-SPHERE 이미지 콜라주. S/2003(130) 1은 더 밝은 물체이고 S/2014(130) 1은 두 번째와 세 번째 이미지에서 볼 수 있는 더 희미하고 안쪽에 있는 물체이다.

S/2014(130) 1은 거리와 발견 순서에 따른 엘렉트라의 두 번째 위성이다. 이것은 2014년 12월 6일에 칠레 세로 파라날에 있는 VLT 망원경의 SPHERE 적응 광학 시스템을 사용하여 B. Yang이 이끄는 천문학자 팀에 의해 발견되었다. S/2014(130) 1은 엘렉트라에서 500km(310마일) 떨어진 곳을 1.2일 주기로 공전하는데, 이는 외측 위성 S/2003(130) 1 보다 약 2.5배 더 가깝고 4배 더 빠르다.

### S/2014 (130) 2
천문학자 A. Berdeu, M. Langlois, F. Vachier는 2014년 12월 9일과 31일 사이에 촬영된 보관 VLT-SPHERE 이미지에서 세 번째로 더 가까운 위성을 발견했다고 보고했다. 이로써 엘렉트라는 주 소행성대에서 가장 많은 위성을 거느린 소행성이 되었다. 이 위성은 희미 하고 엘렉트라의 밝은 눈부심과 매우 가까워 이미지가 촬영될 당시 발견되지 않았다.
장반경이 344km(214마일)이고 공전 주기가 0.68일(16시간)인 이 위성은 엘렉트라 시스템의 가장 안쪽에 있는 위성이다. 두 바깥쪽 위성과는 대조적으로, 이 위성의 궤도는 현저하게 기울어져 있다. 이 위성의 이심률은 0.33으로 높다.